# DPSIR
DPSIR är en modell för att beskriva orsakssamband i samspelet mellan samhället och miljön. 
Modellen har antagit av EU:s byrå för miljö (EEA-European Environment Agency) och innehåller följande komponenter:
- Driving forces (Drivkrafter, aktiviteter som ligger bakom ett miljöproblem)
- Pressures (Påverkan, fysiska aktiviteter som orsakar problemet)
- States (Tillstånd, problemet eller tillståndet i en miljö, på grund av påverkan)
- Impacts (Effekter, konsekvenser problemet orsakar)
- Responses (Responser, åtgärder som kan vidtas för att minska eller rätta till problemet)

Denna ram är en förlängning av påtryckning-stat-svar-modellen som utvecklats av OECD.
Som ett första steg samlade man in data och information om alla de olika delarna i DPSIR-kedjan. Sedan antar man eventuella samband mellan dessa olika aspekter. Genom användandet av DPSIR modellering ram är det möjligt att mäta effektiviteten av genomförda åtgärder.